# Conus monicae
Espèce
Conus monicae est une espèce de mollusques gastéropodes marins de la famille des Conidae.
Comme toutes les espèces du genre Conus, ces escargots sont prédateurs et venimeux. Ils sont capables de « piquer » les humains et doivent donc être manipulés avec précaution, voire pas du tout.

## Description
La longueur de la coquille varie entre 45 mm et 61 mm.

## Distribution
Cette espèce marine est présente dans la mer des Caraïbes, au large d'Aruba.

## Taxonomie

### Publication originale
L'espèce Conus monicae a été décrite pour la première fois en 2015 par les malacologistes Edward James Petuch (d) et David P. Berschauer dans « The Festivus »,.

### Synonymes
- Tenorioconus monicae Petuch & Berschauer, 2015 · non accepté (combinaison originale)